# Кайндлер, Энтони
Энтони Павел Кайндлер (англ. Antoni Pawel Kindler; род. 16 мая 1988, Эрбана, Иллинойс) — канадский хоккеист на траве, вратарь. Участник летних Олимпийских игр 2016 и 2020 годов, чемпион Америки 2009 года, серебряный призёр Панамериканского чемпионата 2013 года, бронзовый призёр Панамериканского чемпионата 2022 года, серебряный призёр Панамериканских игр 2011 года.

## Биография
Энтони Кайндлер родился 16 мая 1988 года в американском городе Эрбана.
Играет в хоккей на траве за «Вест Ванкувер».
В 2011 году дебютировал в сборной Канады. В том же году завоевал серебряную медаль хоккейного турнира Панамериканских игр в Гвадалахаре.
Трижды выигрывал медали Панамериканских чемпионатов: золото в 2009 году в Сантьяго, серебро в 2013 году в Брамптоне, бронзу в 2022 году в Сантьяго.
В 2016 году вошёл в состав сборной Канады по хоккею на траве на летних Олимпийских играх в Рио-де-Жанейро, занявшей 11-е место. В матчах не участвовал.
В 2021 году вошёл в состав сборной Канады по хоккею на траве на летних Олимпийских играх в Токио, занявшей 12-е место. Играл на позиции вратаря, провёл 5 матчей, пропустил 27 мячей (девять от сборной Бельгии, семь — от Германии, по четыре — от Нидерландов и ЮАР, три — от Великобритании).